# برنامج مطحنة نايك
برنامج مطحنة نايك هو جزء من برنامج نايك لإعادة استخدام الأحذية الرياضية الذي تم إطلاقه عام 1993. ويتمثل الغرض من إطلاق هذا البرنامج في القضاء على النفايات وسد الحلقة المفرغة في دائرة دورة حياة السلعة وذلك من خلال تجميع الأحذية الرياضية المستخدمة التي لا تحتوي على معادن بصرف النظر عن العلامة التجارية لها، بما في ذلك أحذية نايك التي يتم إرجاعها بسبب عيوب في المواد أو التصنيع.
وبمجرد تجميع الأحذية الرياضية، يتم طحنها وفصلها إلى ثلاثة أنواع متميزة من المواد، وهي : مطاط من النعل الخارجي للحذاء، والمادة الرغوية من النعل الأوسط، والمادة القماشية من الجزء العلوي للحذاء. ويستخدم كل من نايك وشركائها (ألتراس تراك، وتنس، وبلايتوب، وتراننج جروند، وإيفرلاست، وروند إيس) المطاط المحبب لصناعة الأرضيات ومسارات الركض بملاعب كرة القدم، كرة القدم، وكرة البيسبول، ومراكز بناء الأجسام. وقد كان ملعب كرة القدم في دوغلاس بارك بشيكاغو هو أول ملعب عشبي صناعي يتم تصنيعه من المطاط المستخلص من برنامج مطحنة نايك. وقد تبرع كل من نايك والمؤسسة الأمريكية لكرة القدم لصناعة سطح هذا الملعب.
وتستخدم شركة نايك الرغوة المحببة المستخلصة من الأحذية في صناعة ملاعب كرة السلة وملاعب التنس ورقاقات الفلين التي تغطي مناطق التريض. ويتم استخدام القماش المحبب المستخلص من الأجزاء العلوية للأحذية لصناعة الحشوات الموجودة بأسفل الأرضيات الخشبية الصلبة بملاعب كرة السلة.
وتوجد هذه البرامج في دول أستراليا، وكندا، واليابان، والمملكة المتحدة، والولايات المتحدة.

## المعالجة
هناك مصنعا معالجة تابعان لبرنامج مطحنة نايك، أحدهما يوجد بالولايات المتحدة والآخر في بلجيكا. ويستخدم المصنع الأمريكي أسلوب «التقطيع والطحن» حيث يتم تقطيع كل حذاء إلى ثلاثة شرائح تحتوي على المواد الأساسية. يتم تمرير هذه الشرائح في ماكينات طحن ثم تتم تنقيتها لتصبح أنواعًا مختلفة من المواد. The Bبينما يقوم المصنع البلجيكي بطحن الأحذية بدون تقطيعها ثم يقوم بتمرير المادة الناتجة في سلسلة من أدوات الفصل للحصول على نفس المجموعات الثلاث من المواد الأساسية.

## وصلات خارجية
- Official Reuse-a-Shoe Program Site
- Nike Grind Drop Off Locations
- American Recycler article

‌